# Madonna in gloria e santi
La Madonna in gloria e santi è un dipinto a olio su tavola (330x265 cm) di Pietro Perugino, databile al 1500-1501 circa e conservato nella Pinacoteca Nazionale di Bologna.

## Storia
L'opera proviene dalla chiesa di San Giovanni in Monte, dove decorava la cappella Scarani. Sicuramente eseguita dopo il 1497, forse al principio del nuovo secolo, rappresentò uno dei capisaldi nella diffusione in Italia settentrionale di quella "dolcezza nei colori unita", come Vasari scrisse a proposito della nuova maniera del Perugino.

## Descrizione e stile
Lo schema della composizione è impostato su due registri paralleli quasi non comunicanti, con la Madonna col Bambino in una mandorla tra angeli nella parte superiore, e un gruppo di quattro santi immersi nel paesaggio in quella inferiore. Questo schema aveva come prototipo la perduta Assunta della Cappella Sistina, e venne ampiamente relicato dal pittore, ad esempio nella Pala di Vallombrosa di quegli stessi anni.
I santi rappresentati, sullo sfondo di un dolcissimo paesaggio collinare, sono da sinistra: Michele arcangelo (vestito di un'ornata armatura), Caterina d'Alessandria (con la ruota dentata), Apollonia (con la tenaglia) e Giovanni Evangelista (con l'aquila del tetramorfo).
Perugino ricorse con sicurezza a uno schema misurato e piacevole, impostato sulle simmetrie e sulla pacatezza dei sentimenti, con colori brillanti ma sfumati con dolcezza e con un'attenzione ai particolari decorativi.